# Minakxi (reina)
|  | Aquest article tracta sobre la reina Nayak. Vegeu-ne altres significats a «Minakxi». |

Minakxi fou reina del Regne Nayak de Madurai, al sud de l'actual Índia, successora de Vijayaranga Chokkanatha el febrer de 1732. A la mort d'aquest rei sense fills mascles, el govern va quedar en mans de la seva vídua, que va adoptar com a rei a Vijayakumara, fill de Bangaru Tirumala, que era un membre d'una branca col·lateral de la dinastia, descendent de Kumara Muttu, el germà petit de Tirumala Nayaka. Minakshi tenia el suport del seu germà el destacat noble Venkata Perumal Nayaka i va aconseguir ser anomenada regent.
Bangaru Tirumala, el pare de l'adoptat, i el dalavay Venkatacharya van formar una aliança i van conspirar per deposar la reina; un primer intent a Trichinopoly es diu que fou un fracàs però no fou descobert i la conspiració va seguir.
Mentre, vers el 1734, el nawab mogol d'Arcot Dost Ali Khan (1732-1740) va enviar el seu fill Safdar Ali Khan (després nawab del 1740 al 1742) i al seu gendre Chanda Sahib, amb un fort exèrcit, per ocupar Madura i Tanjore si no pagaven el tribut. Bangaru Tirumala va utilitzar aquest exèrcit exterior en contra de la regent; va subornar Safdar Ali que li va donar suport, i encara que no va voler arriscar un atac a la fortalesa de Trichinopoly, ben controlada per la regent, es va proposar com a àrbitre entre les dos parts enfrontades al país. Els va cridar a una conferència per a donar aparença que les reclamacions serien estimades en justícia. Reunida la conferència l'àrbitre va fallar a favor de Bangaru, i va encarregar l'execució de la sentència a Chanda Sahib. Llavors Minakshi va negociar amb aquest per anul·lar la sentència a canvi d'un important suborn; Chanda Sahib va consentir i la va deixar al poder i fou rebut per la reina al palau. Algunes cròniques parlen que la reina i Bangaru es van reconciliar i que Minakshi va enviar el jove fill adoptat de Trichinopoly a Madura per protegir-lo de Chanda Sahib.
Aquest va veure que ja no podia atiar un partit contra l'altra i en canvi podia conquerir Madura fàcilment. Va retornar a Arcot però el 1736 va venir altre cop a Trichinopoly amb el pla ja preparat d'usurpar la reialesa. Va entrar a la fortalesa i una vegada allí va preparar les mesures per controlar tot el regne. Minakshi no va poder fer res per oposar-se a Chanda Sahib. Aquest després d'assegurar tot el regne va reforçar la seva posició a Trichinopoly. Va enviar llavors un exèrcit de 80.000 homes dirigits per Govindaiya i Ravanaiya, dos fidels de la reina, cap al sud per conquerir Dindigul que estava en mans de Bangaru Tirumala; aquest va tractar de reunir tropes per fer front als invasors i va aconseguir el suport d'alguns polegars (feudataris); a la batalla d'Ammaiya-Nayakkanur, les dos parts van lluitar bé, especialment Bangaru amb molts menys soldats, però finalment aquest fou derrotat per la superioritat de l'enemic. Bangaru es va refugiar a Sivaganga, el raja del qual li va cedir el fort de Vellikurichchi. L'exèrcit musulmà d'Arcot va controlar llavors tot el regne de Madura. Ara Chanda Sahib podia presentar el seu pla obertament: va empresonar Minakshi al seu palau; la reina es va suïcidar amb verí. Amb ella va acabar la dinastia de nayaks de Madura. Bangaru Tirumala va intentar resistir i va demanar ajut als marathes, però va acabar mort a mans d'Anwar al-Din Muhammad Khan nawab d'Arcot (1744-1749) i el seu fill Vijayakumara va fugir a Sivaganga, on ell i els seus descendents van viure obscurament.